# بیمارستان امام محمد باقر (قیر)
بیمارستان امام محمد باقر بیمارستانی است درمانی واقع در شهر قیر، استان فارس وابسته به دانشگاه علوم پزشکی شیراز با ظرفیت ۳۳ تخت فعال که در سال ۱۳۸۴ شمسی تأسیس گردید.
بخش‌های بستری موجود در این بیمارستان عبارتند از: داخلی، اطفال، جراحی عمومی، بخش اورژانس، گوش و حلق و بینی، زنان و زایمان، چشم، زایشگاه و اورولوژی